# Павлина (Овсянникова)
Игуменья Павлина (в миру Пелагия Ефимовна Овсянникова; 1813—1877) — игуменья Белёвского Крестовоздвиженского женского монастыря Русской православной церкви. 
Об её мирской жизни сведений практически не сохранилось, известно лишь, что Пелагия (Пелагея) Овсянникова родилась 10 апреля 1813 года и происходила из крестьян Мценского уезда Орловской губернии Российской империи.

Белёвский монастырь

17 мая 1831 года Пелагия Овсянникова была определена в Крестовоздвиженский монастырь, 28 ноября 1837 года пострижена в рясофор под именем Глафиры, а 4 июня 1840 года — в мантию с именем Павлины.
В начале августа 1848 года Павлина (Овсянникова) была назначена настоятельницей монастыря, а 29 августа была посвящена в сан игуменьи Белёвского Крестовоздвиженского девичьего монастыря. 
Во время игуменства Павлина заботилась о благоустройстве вверенной её управлению обители, которая почти втрое увеличилась: к ней было присоединено несколько крупных земельных участков; построены были там больница для сестёр-монахинь, новые келии и несколько других монастырских зданий; был реставрирован старый храм и воздвигнут новый. 
В награду за труды Павлина получила наперсный крест от Священного синода и Высочайшую награду — кабинетный крест с драгоценными украшениями.
Игумения Павлина скончалась 20 июня 1877 года во вверенной ей обители.